# 信宜秋海棠
信宜秋海棠（学名：Begonia xinyiensis）是秋海棠科秋海棠属的植物，是中国的特有植物。分布于中国大陆的广东等地，多生于山谷中溪边，目前已由人工引种栽培。
其种加词“xinyiensis”意为“广东信宜的”。